# 丹贝尔
丹贝尔（義大利語：Dambel），是意大利特伦托自治省的一个市镇。总面积5平方公里，人口445人，人口密度89.0人/平方公里（2009年）。ISTAT代码为022071。